# Список умерших в 1235 году

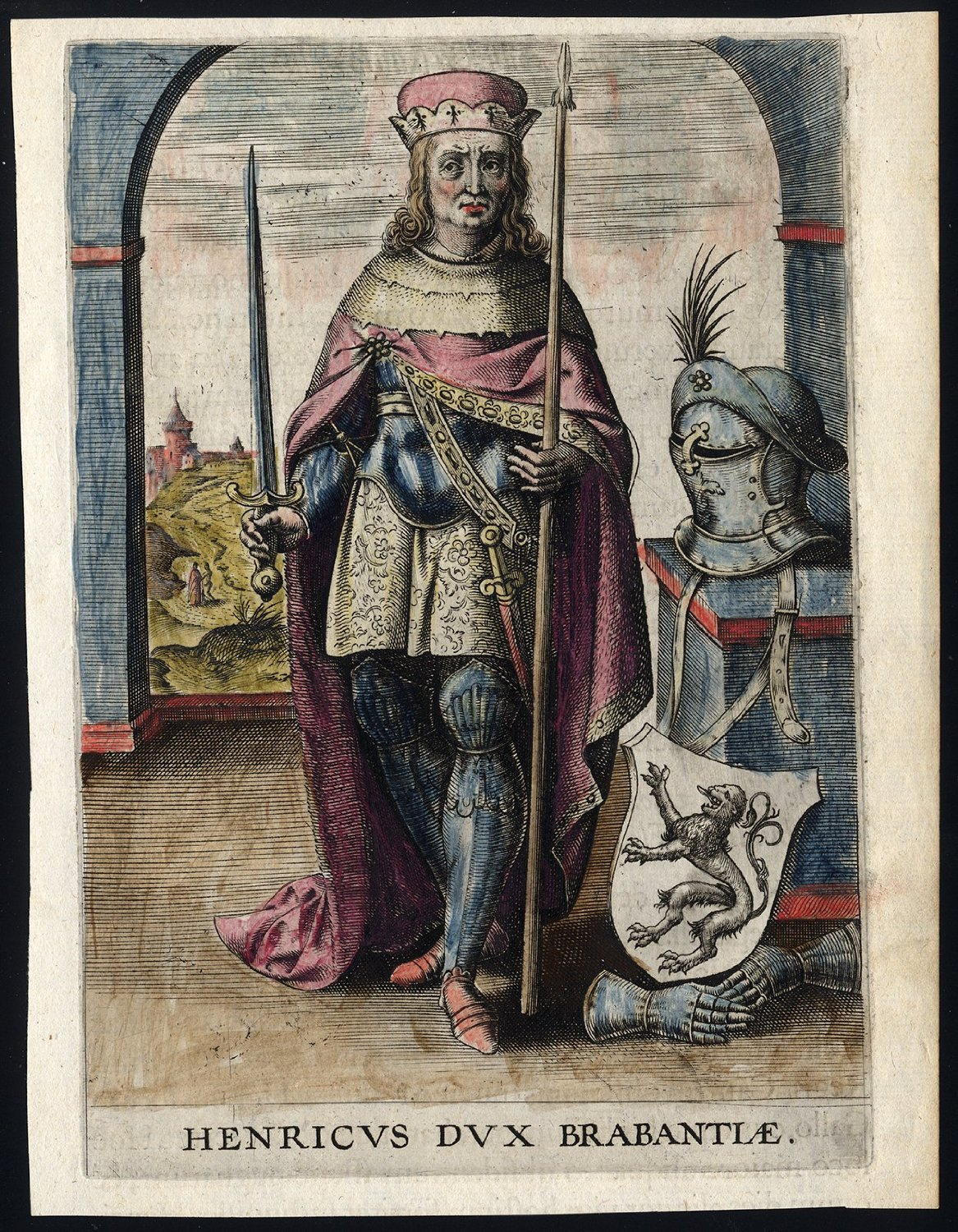
Генрих I Смелый

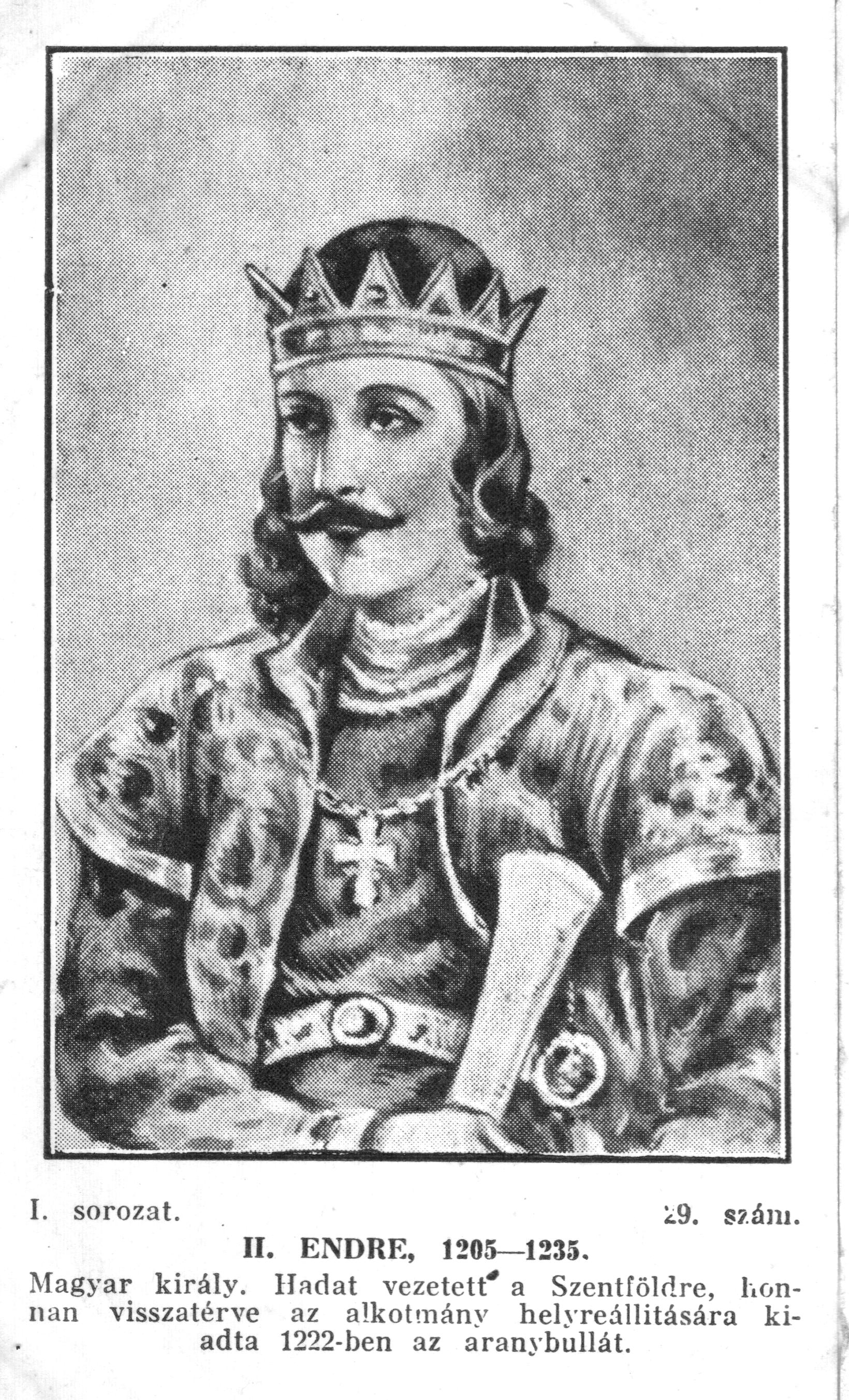
Андраш II

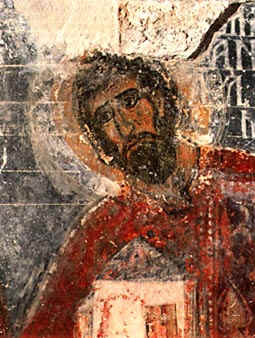
Стефан Радослав

В этой статье представлен список известных людей, умерших в 1235 году.
См. также: Категория:Умершие в 1235 году

## Январь
- 4 января — Рауль I (III) Добрый — граф Суассона (1180—1235)
- 11 января или 13 января — Маврикий[фр.] — архиепископ Руана (1231—1235)

## Февраль
- 7 февраля — Хью Уэлльский[англ.] — епископ Линкольна (1209—1235)
- 8 февраля — Бурхард I фон Вольденберг[нем.] — архиепископ Магдебурга (1234—1235)
- 9 февраля — Николай Гидрунтский — византийский писатель, поэт, переводчик, полемист, богослов.
- 24 февраля — Генри Сандфорд[англ.] — епископ Рочестера (1226—1235)

## Март
- 22 марта — Дофин Овернский — граф Оверни и Клермона (1169—1235), трубадур
- 29 марта — Мария Швабская (33) — жена Генриха II Великодушного, будущего герцога Брабанта.

## Июль
- 19 июля — Нантаунгмья (Хтиломинло)[англ.] — король Паганского царства (1211—1234)

## Август
- 6 августа — Ютта Тюрингская — маркграфиня-консорт Мейсена (1198—1221), жена Дитриха Угнетённого

## Сентябрь
- 5 сентября — Генрих I Смелый — первый герцог Брабанта (1183—1235)

## Октябрь
- 26 октября — Андраш II Крестоносец — король Венгрии (1205—1235), князь Галицкий (1188), лидер пятого крестового похода

## Ноябрь
- 5 ноября — Елизавета Гогенштауфен — королева-консорт Кастилии (1219—1235) и Леона (1230—1235), жена Фердинанда III Кастильского.
- 25 ноября — Генрих I — первый граф Гойа (1202—1235).

## Декабрь
- 9 декабря — Роберт Фиц-Уолтер — лидер баронской оппозиции в баронской войне против Иоанна Безземельного, один из 25 гарантов Великой хартии вольностей

## Дата неизвестна или требует уточнения
- Андроник I Гид — Трапезундский император (1222—1235)
- Вира Нарасимха II[англ.] — правитель (махараджадхираджа Дакшины) Хойсала (1220—1235)
- Готфрид II[нем.] — граф Арнсберг (1185—1235).
- Джон Маршал из Хингэма, английский аристократ, маршал Ирландии (с 1207, феодальный барон Хингхэма (Хокеринга), шериф Хэмпшира (1217).
- Ибн аль-Фарид — арабский суфийский поэт
- Ингварь Игоревич — князь Рязанский (1217—1235)
- Исаак Слепой —  знаменитый еврейский каббалист, основатель первой в Европе академической школы каббалистов, вероятный автор Книги Бахир
- Каденет[англ.] — провансальский трубадур. Дата смерти предположительна.
- Кимхи, Давид — средневековый еврейский филолог, гебраист, раввин, основоположник грамматики иврита.
- Кутбуддин Бахтияр Каки[англ.] — индийский суфийский святой, пропагандист суфизма в Индии
- Кудзё Норидзанэ[англ.] — японский кугэ: кампаку (1231—1232), сэссё (1232—1235)
- Стефан Радослав — король Сербии (1228—1234)
- Уолтер де Витхорн[англ.] — епископ Галловэя (1209—1235).
- Эццелино II да Романо, сеньор Романо-д’Эццелино, Кастелло, Томболо и Бассано.